# Kulstötning för herrar i friidrott vid olympiska sommarspelen 2008
Herrarnas kulstötning vid olympiska sommarspelen 2008 ägde rum 15 augusti i Pekings Nationalstadion. 

## Medaljörer
| Event       | Guld                  | Guld    | Silver                 | Silver  | Brons                     | Brons   |
| Kulstötning | Tomasz Majewski Polen | 21,51 m | Christian Cantwell USA | 21,09 m | Andrej Michnevitj Belarus | 21,05 m |

## Resultat

### Kval

#### Grupp A
| Placering | Idrottare             | Nationalitet            | 1     | 2     | 3     | Resultat | Noteringar |
| --------- | --------------------- | ----------------------- | ----- | ----- | ----- | -------- | ---------- |
| 1         | Tomasz Majewski       | Polen                   | 21.04 |       |       | 21,04    | Q, PB      |
| 2         | Christian Cantwell    | USA                     | 20.11 | 20.48 |       | 20.48    | Q          |
| 3         | Dylan Armstrong       | Kanada                  | 20.43 |       |       | 20.43    | Q          |
| 4         | Reese Hoffa           | USA                     | 20.41 |       |       | 20.41    | Q          |
| 5         | Pavel Sofin           | Ryssland                | 20.29 | x     | x     | 20.29    | q          |
| 6         | Jurij Bjalou          | Belarus                 | x     | 20.12 | 19.87 | 20.12    | q          |
| 7         | Andrij Semenov        | Ukraina                 | 18.95 | 19.59 | 20.01 | 20.01    |            |
| 8         | Hamza Alić            | Bosnien och Hercegovina | 19.33 | 19.48 | 19.87 | 19.87    |            |
| 9         | Anton Ljuboslavskij   | Ryssland                | 19.14 | x     | 19.87 | 19.87    |            |
| 10        | Scott Martin          | Australien              | 19.75 | x     | x     | 19.75    |            |
| 11        | Joachim Olsen         | Danmark                 | 19.62 | 19.69 | 19.74 | 19.74    | SB         |
| 12        | Carlos Véliz          | Kuba                    | 19.58 | 19.25 | 19.16 | 19.58    |            |
| 13        | Māris Urtāns          | Lettland                | 18.78 | 19.57 | 19.34 | 19.57    |            |
| 14        | Milan Haborak         | Slovakien               | x     | 19.32 | x     | 19.32    |            |
| 15        | Germán Lauro          | Argentina               | 19.07 | x     | 18.96 | 19.07    |            |
| 16        | Asmir Kolasinac       | Serbien                 | 18.32 | x     | 19.01 | 19.01    |            |
| 17        | Lajos Imre Kurthy     | Ungern                  | 18.38 | x     | 18.74 | 18.74    |            |
| 18        | Mihail Stamatoyiannis | Grekland                | x     | 18.45 | 18.30 | 18.45    |            |
| 19        | Marco Antonio Verni   | Chile                   | x     | 17.96 | x     | 17.96    |            |
| 99        | Robert Häggblom       | Finland                 | x     | x     | x     | NM       |            |
| 99        | Georgi Ivanov         | Bulgarien               | x     | x     | x     | NM       |            |
| 99        | Ralf Bartels          | Tyskland                |       |       |       | DNS      |            |

#### Grupp B
| Placering | Idrottare                    | Nationalitet     | 1     | 2     | 3     | Resultat | Noteringar |
| --------- | ---------------------------- | ---------------- | ----- | ----- | ----- | -------- | ---------- |
| 1         | Adam Nelson                  | USA              | 20.56 |       |       | 20,56    | Q          |
| 2         | Andrej Michnevitj            | Belarus          | 20.38 | 20.48 |       | 20.48    | Q          |
| 3         | Pavel Lyzjyn                 | Belarus          | 20.36 | x     | x     | 20.36    | q          |
| 4         | Jurij Bilonog                | Ukraina          | 19.93 | 20.16 | 19.57 | 20.16    | q          |
| 5         | Rutger Smith                 | Nederländerna    | 20.13 | x     | 19.97 | 20.13    | q          |
| 6         | Ivan Jusjkov                 | Ryssland         | 20.02 | 19.83 | 20.00 | 20.02    | q          |
| 7         | Peter Sack                   | Tyskland         | 19.76 | x     | 20.01 | 20.01    |            |
| 8         | Dorian Scott                 | Jamaica          | 19.54 | 19.94 | 19.71 | 19.94    |            |
| 9         | Justin Anlezark              | Australien       | 19.91 | 19.75 | x     | 19.91    |            |
| 10        | Manuel Martínez              | Spanien          | 19.62 | 19.45 | 19.81 | 19.81    |            |
| 11        | Miran Vodovnik               | Slovenien        | 18.72 | x     | 19.81 | 19.81    |            |
| 12        | Yves Niare                   | Frankrike        | x     | x     | 19.73 | 19.73    |            |
| 13        | Taavi Peetre                 | Estland          | x     | x     | 19.57 | 19.57    |            |
| 14        | Sultan Abdulmajeed Al-Hebshi | Saudiarabien     | x     | 18.67 | 19.51 | 19.51    |            |
| 15        | Petr Stehlik                 | Tjeckien         | x     | 19.41 | x     | 19.41    |            |
| 16        | Nedzad Mulabegovic           | Kroatien         | 19.11 | 19.35 | 18.88 | 19.35    |            |
| 17        | Reinaldo Proenza             | Kuba             | 19.15 | 19.06 | 19.20 | 19.20    |            |
| 18        | Ivan Emilianov               | Moldavien        | 18.64 | 18.27 | x     | 18.64    |            |
| 19        | Yasser Farag                 | Egypten          | 18.37 | x     | 18.42 | 18.42    |            |
| 20        | Marco Fortes                 | Portugal         | x     | x     | 18.05 | 18.05    |            |
| 21        | Chang Ming-Huang             | Kinesiska Taipei | 16.13 | 16.98 | 17.43 | 17.43    |            |
| 99        | Amin Nikfar                  | Iran             | x     | x     | x     | NM       |            |
| 99        | Alexis Paumier               | Kuba             | x     | x     | x     | NM       |            |

### Final
15 augusti 2008 - 21:00
| Placering | Idrottare          | Nationalitet  | 1     | 2     | 3     | 4     | 5     | 6     | Resultat | Noteringar |
| --------- | ------------------ | ------------- | ----- | ----- | ----- | ----- | ----- | ----- | -------- | ---------- |
| 1         | Tomasz Majewski    | Polen         | 20,80 | 20,47 | 21,21 | 21,51 | x     | 20,44 | 21,51    | PB         |
| 2         | Christian Cantwell | USA           | 20.39 | 20.98 | 20.88 | 20.86 | 20.69 | 21.09 | 21.09    |            |
| 3         | Andrej Michnevitj  | Belarus       | 20.73 | 21.05 | x     | 20.78 | 20.57 | 20.93 | 21.05    |            |
| 4         | Dylan Armstrong    | Kanada        | 20.62 | 21.04 | x     | x     | 20.47 | x     | 21.04    | NR         |
| 5         | Pavel Lyzjyn       | Belarus       | 20.33 | 20.15 | 20.98 | 20.98 | 20.40 | x     | 20.98    | PB         |
| 6         | Jurij Bilonog      | Ukraina       | 20.63 | x     | 20.53 | 20.46 | 20.31 | x     | 20.63    | SB         |
| 7         | Reese Hoffa        | USA           | x     | 19.81 | 20.53 | 20.38 | x     | x     | 20.53    |            |
| 8         | Pavel Sof'in       | Ryssland      | 20.42 | x     | x     | x     | x     | x     | 20.42    |            |
|           |                    |               |       |       |       |       |       |       |          |            |
| 9         | Rutger Smith       | Nederländerna | 20.41 | x     | 20.30 |       |       |       | 20.41    |            |
| 10        | Jurij Bialou       | Belarus       | 20.06 | x     | x     |       |       |       | 20.06    |            |
| 11        | Ivan Jusjkov       | Ryssland      | 19.67 | 19.55 | x     |       |       |       | 19.67    |            |
| 99        | Adam Nelson        | USA           | x     | x     | x     |       |       |       | NM       |            |

 VR - Världsrekord / =SB - Tangerat säsongsbästa / PB - Personbästa / SB - Säsongsbästa